# Aurora (mitologia)
Aurora (łac. Aurora, gr. Ἠώς Ēṓs, pol. Jutrzenka, ‘zorza’) – w mitologii rzymskiej bogini zorzy porannej, brzasku i świtu (poranku).
Była utożsamiana z grecką Eos. W sztuce starożytnego Rzymu najczęściej przedstawiano ją na wzór greckiej Eos, to jest w szacie koloru szafranowego, na rydwanie zaprzężonym w dwa konie.
Imieniem bogini nazwano jedną z planetoid – (94) Aurora oraz rosyjski krążownik Floty Bałtyckiej – Aurora (Awrora).